# St Andrews Cathedral

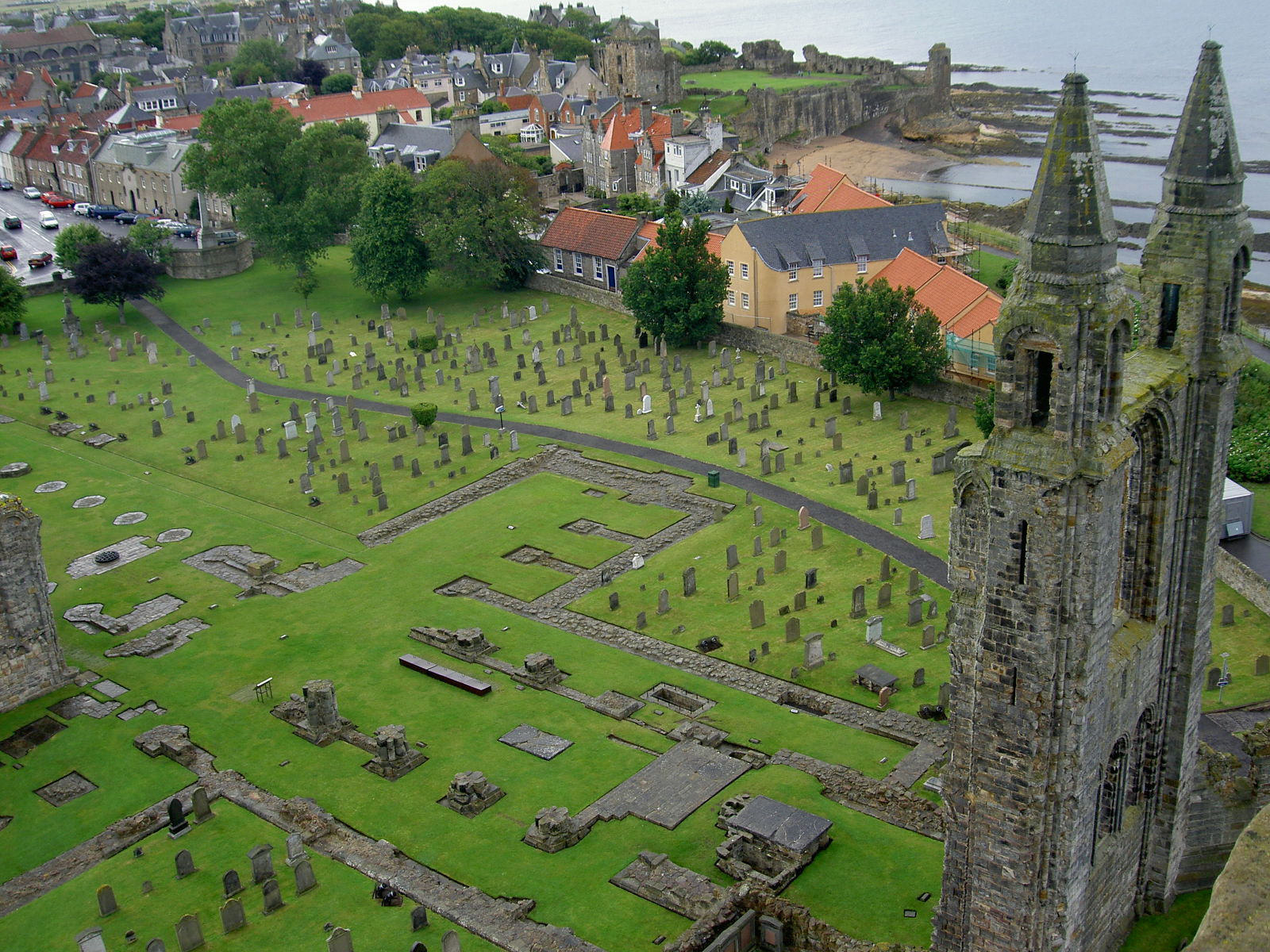
Blick über die Anlage vom Turm der St Rule’s Church

Die St Andrews Cathedral ist die Ruine einer Kathedrale in der schottischen Stadt St Andrews in der Council Area Fife. Die nahe dem Nordseeufer in der Nähe des St Andrews Castle stehende Anlage im historischen Zentrum St Andrews’ war zentral für die Entwicklung der Stadt und deren Status als christliches Zentrum Schottlands. Zahlreiche Gebäude sind einzeln denkmalgeschützt und die Gesamtanlage als Scheduled Monument klassifiziert. Sie zählt zu den Guardianship Monuments von Historic Scotland. Die St Andrews Cathedral ist nicht zu verwechseln mit der Cathedral Church of St Andrew in Inverness.

## Geschichte
Spätestens seit dem 8. Jahrhundert ist die christliche Nutzung des Standortes belegt. In dieser Zeit sollen die Gebeine des Apostels Andreas hierher verbracht worden sein. Um das Jahr 1070 entstand dort die Keimzelle der heutigen St Rule’s Church für die Augustiner-Chorherren, welche die nebenliegende St Andrews Priory gründeten.
Um Raum für die wachsenden Pilgerströme zum Andreasschrein zu bieten, initiierte Arnald, der damalige Bischof von St Andrews, zur Entlastung der St Rule’s Church im Jahre 1160 den Bau der St Andrews Cathedral. Der Bau zog sich über 150 Jahre hin. Im Jahre 1238 wurde der Chor als erster Bauabschnitt fertiggestellt. 1272 beschädigte ein Sturm die im Bau befindliche Westfassade, weshalb sich der Bau weiter verzögerte. Das 1279 fertiggestellte Langhaus wurde zwei Achsen kürzer ausgeführt als zunächst geplant. Trotzdem handelte es sich bei der St Andrews Cathedral um das größte und längste Kirchengebäude der schottischen Geschichte und eines der längsten des Vereinigten Königreichs. In Anwesenheit des schottischen Königs Robert the Bruce wurde die Kathedrale im Jahre 1318 konsekriert.
Im Zuge der schottischen Reformation beschädigten Protestanten die St Andrews Cathedral schwer. 1561 wurde der Standort aufgegeben und die Gebäude verfielen.
2023 betrug die Besucherzahl etwa 21.000 Personen.

## St Rule’s Church

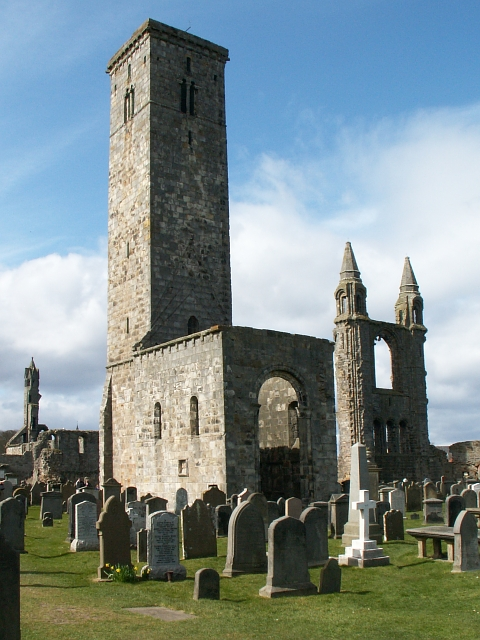
Ruinen der St Rule’s Church

Die vermutlich um 1070 erbaute und zwischen 1130 und 1140 erweiterte St Rule’s Church befindet sich inmitten des Friedhofs direkt westlich der Kathedrale. Sie ist nach dem heiligen Mönch Regulus benannt. Markant ist ihr 33 m hoher Turm, der eine Landmarke darstellt. Sein quadratischer Grundriss weist eine Seitenlänge von 4,4 m auf. Zwischenzeitlich war er eingestürzt, wurde jedoch wiederaufgebaut. Ursprünglich schloss er mit einem spitzen Helm. Im Laufe des 16. Jahrhunderts wurden eine Brüstung und ein neuer Helm gebaut. Der Helm wurde nicht restauriert. Das Dach der schlichten Saalkirche ist nicht erhalten. Ein weiter Bogen führte zu dem Andreasschrein, der nach deren Fertigstellung in die St Andrews Cathedral verlegt wurde. Zu dieser Zeit richtete die schottische Staatskirche ihren Hauptsitz in der St Rule’s Church ein.

## Umfriedung

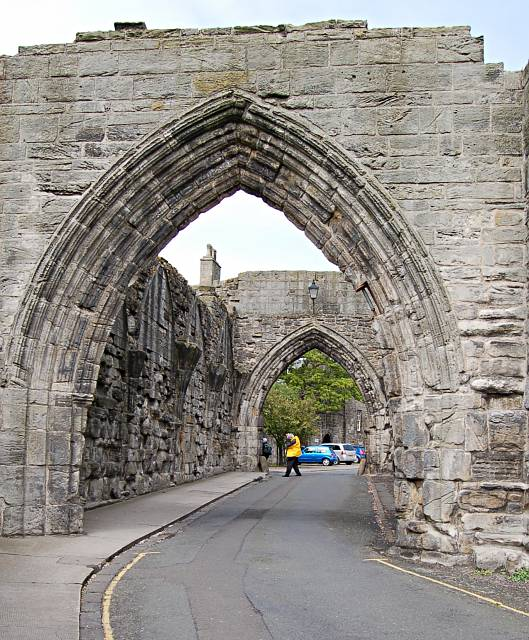
The Pend

Eine Bruchsteinmauer umfriedet die gesamte, rund zwölf Hektar einnehmende Anlage. Sie entstand vermutlich im 14. Jahrhundert, könnte jedoch auch älter sein. Im frühen 16. Jahrhundert wurde sie erhöht. Schützten im Jahre 1683 noch 16 Türme das Gelände, sind heute nur noch 13 erhalten. Drei der Türme weisen längliche Grundrisse auf. Infolge einer Straßenverlegung wurde einer der Türme im Jahre 1971 versetzt.
Drei Tore führten auf das Gelände. Den Hauptzugang bildete das im 14. Jahrhundert erbaute The Pend. Das im Wesentlichen aus Steinquadern aufgebaute Torhaus mit Spitzbögen besaß einst Gewölbedecken. Heute verläuft eine Straße durch die Ruine.